# جناح (اسم)
جناح هو اسم علم مذكر من أصل عربي، ومعناه هو جناح الطائر مع ريشة الزاهي، إبط الإنسان وهو جناحه ويمتد من عضده إلى أصل إبطه، جاء في التنزيل ﴿واضمم يدك إلى جناحك﴾ [طـه من الآية 22].

## شخصيات تحمل الاسم
- جناح أحمر (ممثلة من الولايات المتحدة الأمريكية، 13 فبراير 1884[3] – 13 مارس 1974)
- جناح الدولة حسين بن ملاعب
- جناح بن نذير المحاربي
- جناح فاخوري (القرن 20 – )

## وصلات خارجية
- موسوعة السلطان قابوس لأسماء العرب نسخة محفوظة 5 أبريل 2019 على موقع واي باك مشين.